# カスト準男爵
カスト準男爵（英: Cust baronets）は、イギリスの準男爵位。カスト姓の者が叙位された準男爵は2つあり、（第1期）がイングランド準男爵位、（第2期）が連合王国準男爵としての創設である。（第2期）は1931年に廃絶したが、（第1期）がブラウンロー男爵の従属爵位として現存する。

## 歴史
（第1期）としての事例は、庶民院議員リチャード・カストに対して、1677年に「（リンカーン州スタンフォードの）準男爵（Baronet, of Stamford in the County of Lincoln）」が与えられたものとなる。玄孫のブラウンローが1776年にブラウンロー男爵に叙されて以降、この準男爵位は男爵家の従属爵位となっている。
そのブラウンローの六男エドワード・カストに対して、1876年に「（チェスター州ワラジー教区におけるリーソウ城の）準男爵（Baronet, of Leasowe Castle, in the Parish of Wallasey, in the County of Chester）」が授けられたが、これが（第2期）にあたる。
孫の3代準男爵チャールズ・カストは海軍軍人でジョージ王子（のち国王ジョージ5世）の士官候補生時代からの友人であった。1892年に侍従武官に就くと、その死去まで務めた。彼は1931年に男子なく死去し、準男爵位は廃絶した。

## リーソウ城のカスト準男爵（1876年）

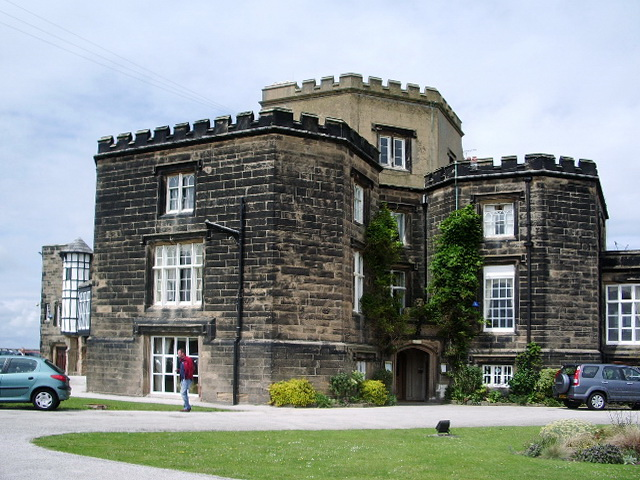
リーソウ城。準男爵位の領地指定にもかかっている。

- 初代準男爵サー・エドワード・カスト（英語版） (1794–1878)
- 2代準男爵サー・レオポルド・カスト (1831–1878)
- 3代準男爵サー・チャールズ・レオポルド・カスト (1864–1931)